# NGC 5114
NGC 5114 is een elliptisch sterrenstelsel in het sterrenbeeld Centaur. Het hemelobject werd op 3 juni 1836 ontdekt door de Britse astronoom John Herschel.

## Synoniemen
- ESO 444-24
- MCG -5-32-6
- PGC 46828